# Pseudevippa cana
Pseudevippa cana Simon, 1910 è un ragno appartenente alla famiglia Lycosidae.
È l'unica specie nota del genere Pseudevippa.

## Distribuzione
L'unica specie oggi nota di questo genere è stata rinvenuta in Namibia.

## Tassonomia
Di questa specie sono noti solo esemplari femminili.
Dal 1991 non sono stati esaminati altri esemplari, né sono state descritte sottospecie al 2017.

### Specie trasferite
- Pseudevippa bipunctata Roewer, 1959; trasferita al genere Trabea Simon, 1876[1].
- Pseudevippa gulosa Lawrence, 1952; trasferita al genere Evippomma Roewer, 1959.
- Pseudevippa plumipes Lessert, 1936; trasferita al genere Evippomma Roewer, 1959.